# Canción bonita
«Canción bonita» es una canción del cantante colombiano Carlos Vives junto al puertorriqueño Ricky Martin. Se relanzó como sencillo el 13 de abril de 2021 bajo la distribución de Sony Music Latin, del decimoséptimo álbum de Vives Cumbiana II.
«Canción bonita» encabezó las listas musicales de Argentina, Bolivia, Chile, Colombia, Costa Rica, Ecuador, El Salvador, Honduras, Panamá y Paraguay. 
Además, esta canción es utilizada como tema de entrada de la telenovela chilena Pobre novio.

## Posicionamiento en listas
| Listas (2021)                             | Mejor posición |
| ----------------------------------------- | -------------- |
| Argentina (Argentina Hot 100)             | 25             |
| Argentina (Monitor Latino)                | 1              |
| Bolivia (Monitor Latino)                  | 1              |
| Chile (Monitor Latino)                    | 1              |
| Colombia (Monitor Latino)                 | 1              |
| Costa Rica (Monitor Latino)               | 1              |
| Ecuador (Monitor Latino)                  | 1              |
| El Salvador (Monitor Latino)              | 1              |
| Estados Unidos (Hot Latin Songs)          | 23             |
| Estados Unidos (Latin Airplay)            | 24             |
| Estados Unidos (Latin Pop Songs)          | 5              |
| Estados Unidos (Latin Digital Song Sales) | 1              |
| Guatemala (Monitor Latino)                | 3              |
| Honduras (Monitor Latino)                 | 1              |
| México Airplay (Billboard)                | 11             |
| Nicaragua Pop (Monitor Latino)            | 7              |
| Paraguay (Monitor Latino)                 | 1              |
| Panamá (Monitor Latino)                   | 1              |
| Perú Pop (Monitor Latino)                 | 4              |
| Puerto Rico (Monitor Latino)              | 1              |
| República Dominicana (Monitor Latino)     | 18             |
| Uruguay (Monitor Latino)                  | 5              |
| Venezuela (Monitor Latino)                | 6              |